# 谷陵記
『谷陵記』（こくりょうき）とは、宝永4年（1707年）10月4日に発生した宝永地震の後に、江戸幕府に提出された土佐国（高知県）内で発生した震災被害の報告書。同年12月に提出された。著者の奥宮正明は、南学者山崎闇斎や谷秦山の門下生であった。
当時の災害記録として第一級の史料に挙げられ、将来発生することが予測されている南海地震の被害想定でも参照されている。

## 概説
宝永地震は、江戸時代に発生した地震で最も広域に被害をもたらした地震とされる。その記録としては『竹橋余筆』や『楽只堂年録』などもあるが、震源地に近く最大被害地であった土佐藩領における記録は本書に詳しい。
本書の後序には「有咸乎詩人谷陵之歎」（詩人に陵谷の嘆きを感じること有り）と記されており、タイトルとなっている『谷陵記』は「地震津波による山野村里の変貌が激しいことを記したもの」の意味とされる。「谷陵」は『詩経』に収録される『十月之交』にみえる「高岸為谷、深谷為陵」すなわち「谷が変じて陵になる」のことで、世事の変遷が激しいことを意味する。
土佐藩領では津波での被害が大きく、特に壊滅的被害を被った場所は本書に「亡所」と記されている。沿岸部にあった集落のうち59%が亡所、あるいはそれに近い半亡所であったと記されている。いっぽうで土砂災害についての記述は少なく、「幽岑寒谷の民は巌石の為に死傷するも若干也」とあるのみで場所など具体的な記述はない。
本書の特徴は、被害状況を克明に記す事である。領内沿岸集落の被害は網羅されており、その数は197に及ぶ。これらは藩による調査だけではなく、奥宮自身が実際に踏査し見聞した記録と考えられている。また災害情報を領外にも求め、災害規模の検証を試みている。たとえば津波に関しては土佐・伊予・阿波・紀伊・摂津・長門と記され、西国・中国・関東は揺れによる被害のみと記される。特に隣国の阿波・伊予における被害は詳しい。また大坂における被害も記されるが、他史料との齟齬がみられ情報の錯綜があったとみられる。
また本書は同年11月に発生した富士山の宝永大噴火にも触れているが、地震と噴火の両方を記述した史料は少ない。奥宮は短期間に災害が重なったことを儒学者らしく「運気の異常」に求めた。また「10月4日を過ていよいよ草木生かえり、山には楊梅が実を結び、野には筍が生出ること夏のようだ」など当年が異常気象であったことを記し、災害の予兆であったとしている。
さらに奥宮は歴史考証の知識を生かし、慶長9年（1604年）の慶長地震と、天武13年（684年）の白鳳地震との比較も試みており、文献資料だけでなく各地で災害伝承の聞き取りを行っている。

## 奥宮正明と谷陵記
奥宮正明は、地震当時は60歳であった。
奥宮が修めていた南学は下級家臣や郷士に好まれた朱子学の一種で、民政に強い関心をもつ学風であった。奥宮もその学風を受け継ぎ、震災後に土佐藩検見方や代官などを勤めていた経験を活かして領内を踏査し、本書を纏めたと考えられている。また奥宮は時代考証を得意とし、領内の編年体史料を纏めた『泰士録』などを執筆した影響も見て取ることが出来る。
本書には民情に寄り添う奥宮の想いが現れており、倉地克直は「被災後2か月あまりでこれほどの記録を仕上げた事に、執念や切迫した思いが感じられる」と評している。

## 写本
本書は原本は現存していないが、その優れた内容から土佐国内を中心に多くの写本がつくられた。2014年現在で14冊が確認されている。それらを比較検証した倉地によれば、土佐国郡書類従本系統・国会本系統・早稲田本系統・田村本系統の4種に大別できるとする。そのうえでもっとも信頼できるのは、土佐の国学者吉村春峰が編纂した叢書の土佐国郡書類従本としている。
写本には、文化9年（1812年）3月10日の地震や嘉永7年（1854年）の安政南海地震に際して写されたものがあり、震災記録の継承の点でも注目される。特に国立国会図書館が収蔵する白井文庫本に記された経緯には「慶長地震の記憶が失われた宝永地震では大きな被害が出たが、宝永地震の伝承が伝わっていた文化9年の地震では被害が少なかった」と記し、写本の目的をさらに100年後の世にも宝永地震の記憶を伝えるためとしている。